# Otōto - Suo fratello
Otōto (おとうと? "Il fratello minore") è un film del 2010 diretto da Yōji Yamada.
Il film è stato presentato in chiusura al 60º Festival del Cinema di Berlino nel 2010, in omaggio al regista Kon Ichikawa che ha diretto un film con lo stesso titolo.

## Trama
Ginko Takano gestisce con l'aiuto della figlia Koharu una piccola farmacia in un quartiere periferico di Tokyo. Rimasta vedova in giovane età, Ginko ha dovuto crescere sua figlia da sola, ma le prospettive di un matrimonio di Koharu con un ragazzo di buona famiglia sembrano ripagarla di tutti i sacrifici che ha dovuto affrontare.
Al sontuoso matrimonio della figlia si presenta all'ultimo momento suo fratello minore Tetsuro, considerato la pecora nera della famiglia. Tetsuro è un tipo stravagante che visse insieme alla sorella dopo che questa rimase vedova. Questo fin quando al tredicesimo anniversario della morte del padre di Koharu, Tetsuro, ubriaco, dette in escandescenze, determinandone il suo allontanamento. Trasferitosi ad Osaka non si era più riavvicinato alla sua famiglia, fino all'occasione del matrimonio dell'amata nipote.
Confermando la sua fama, Tetsuro si ubriaca e dà spettacolo durante il banchetto, imbarazzando tutta la famiglia della sposa e scandalizzando la severa famiglia dello sposo. Ginko accoglie comunque il fratello a casa sua e, constatato che forse dopo anni ha trovato un vero lavoro e una compagna, lo accudisce per qualche giorno quindi gli paga il treno per tornare ad Osaka.
Il matrimonio di Koharu, al di là dei problemi durante il banchetto, nasce nel peggiore dei modi. Lo sposo trascura la moglie e si dimostra molto insensibile e preoccupato più del suo lavoro che non dei problemi di coppia. Koharu torna così presto a casa dalla madre dove per altro riprende a corteggiarla, Toru, un umile carpentiere che l'ha sempre amata.
Un giorno Ginko viene avvicinata dalla compagna di Tetsuro che, disperata, le chiede se possa restituirle almeno in parte un'ingente somma che ha prestato a suo fratello e che questi ha sperperato col gioco e con l'alcol. Ginko, umiliata, prosciuga i suoi risparmi per restituire tutta la somma alla donna.
Trascorso altro tempo Tetsuro si ripresenta da Ginko, ma questa, e soprattutto la figlia, gli rimproverano  la sua sconsideratezza cacciandolo in malo modo.
Ginko, però, in seguito dà mandato di cercare il fratello, preoccupata per la sua sorte. E così verrà a sapere che, gravemente malato per un tumore alla laringe, è ospitato in una struttura privata di Osaka specializzata nell'accudire persone senza famiglia all'epilogo della loro vita. Si reca pertanto a trovarlo e, dopo un'iniziale freddezza, ricuce il rapporto con il fratello che, pure in condizioni disperate, non ha perso lo humour che lo ha sempre caratterizzato.
Qualche mese dopo, nel giorno che precedeva quello che lui aveva previsto per la sua morte, Tetsuro si aggrava e Ginko, avvisata, accorre a trovarlo. Tetsuro ringrazia la sorella per tutto e si scusa se per colpa sua lei non ha potuto risposarsi. Lei lo rassicura che non è così e si appresta a passare la notte insieme a lui. Dopo un ulteriore peggioramento, avvisa la nipote che, accompagnata dal fidanzato Toru, accorre al capezzale dello zio. Koharu fa in tempo a scusarsi per la lite con la quale si separarono, dopo di che lo zio muore.
Tempo dopo Koharu si prepara per il nuovo matrimonio, piena di speranze, con il rimpianto che stavolta mancherà quel simpatico guastafeste dello zio.

## Produzione
Yoji Yamada ha voluto dedicare questo film alla memoria del regista Kon Ichikawa, il quale ha diretto un film con lo stesso nome, Otōto (1960), con il quale vinse il premio Un Certain Regard al Festival di Cannes del 1961.

## Riconoscimenti
Ai 34^ Awards of the Japanese Academy il film ha ottenuto 10 candidature nelle principali categorie, senza ottenere alcun premio.